# Galeria Siedlce
Galeria Siedlce – centrum handlowo-rozrywkowe w Siedlcach w dzielnicy Śródmieście, zlokalizowane przy ulicy Józefa Piłsudskiego 74.

## Opis obiektu
Obiekt ma dwie kondygnacje naziemne i jedną podziemną. Całkowita powierzchnia najmu wynosi 34000 m². Centrum ma ok. 140 sklepów i punktów usługowych (w tym kino wielosalowe Helios, fitness club CityFit, supermarket Stokrotka czy RTV Euro AGD) oraz 13 lokali gastronomicznych (w tym McDonald's, KFC, Kebab King oraz Grycan). Centrum ma 1-poziomowy parking podziemny jak również naziemny wzdłuż ulicy Sportowej. Parking ma w sumie 867 miejsc w tym 721 z nich zlokalizowanych jest w garażu podziemnym, a pozostałe 146 miejsc znajduje się na parkingu zewnętrznym zlokalizowanym wzdłuż ulicy Sportowej. W skład kompleksu centrum handlowego wchodzi Budynek NBP.

## Historia budowy
Pierwszym etapem budowy centrum było powstanie fragmentu centrum handlowego od strony ulicy Wojskowej (Galerii S w 2005 roku oraz Galerii BIS w 2008 roku). Budowę głównej części na terenie po byłym stadionie Pogoni Siedlce rozpoczęto w 2011 roku. Poza budową centrum handlowego wyremontowano zlokalizowany koło wejścia głównego do galerii zabytkowy Budynek NBP oraz przebudowano ulicę Katedralną oraz Sportową. Galerię otwarto 29 marca 2014 roku.

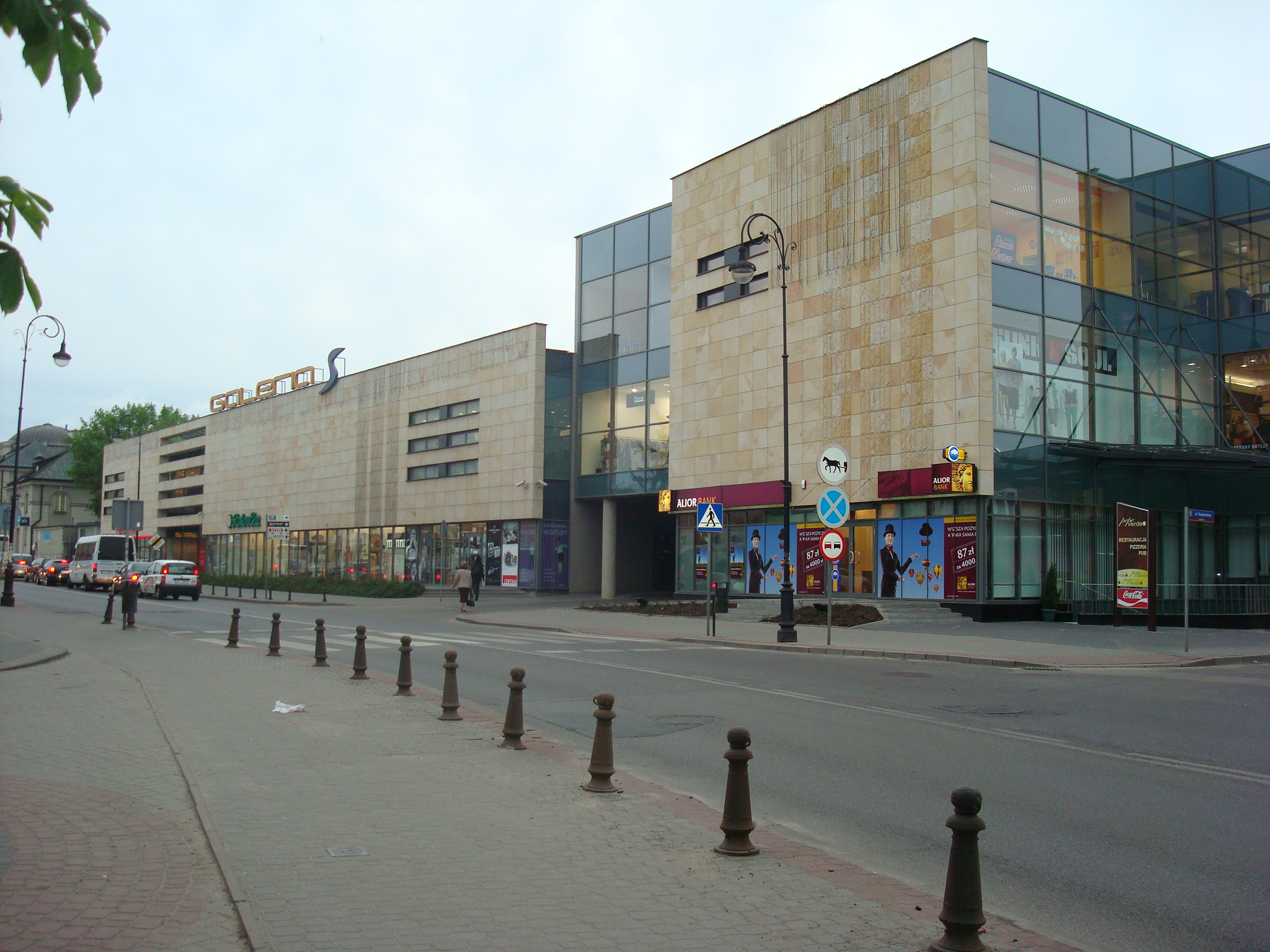
Budynki Galerii S oraz Galerii BIS w 2009 roku